# The Country Blues of John Lee Hooker
The Country Blues of John Lee Hooker — студійний альбом американського блюзового музиканта Джона Лі Гукера, випущений у 1959 році лейблом Riverside.

## Опис
Альбом був записаний у квітні 1959 року в Детройті, Мічиган і вийшов того ж року на лейблі Riverside. Тут Джон Лі Гукер не грає електричний блюз під впливом ритм-енд-блюзу з ритм-секцією, який він записував на той момент для лейблу Vee Jay; The Country Blues of John Lee Hooker став його першим альбом, орієнтованим на слухачів фольк/традиційного блюзу. Він грає лише на акустичній гітарі, а в якості репертуару обрав старі пісні кантрі-блюзу.
У 1963 році альбом був перевиданий як How Long Blues на дочірньому лейблі Battle (BLP 6114).

## Список композицій
1. «Black Snake» (Джон Лі Гукер) — 3:30
2. «How Long Blues» (Ремблін Джек Елліотт, Джон Лі Гукер) — 2:10
3. «Wobblin' Baby» (Джон Лі Гукер) — 2:50
4. «She's Long, She's Tall, She Weeps Like A Willow Tree» (Бернард Бесмен, Джон Лі Гукер) — 2:47
5. «Pea Vine Special» (Джон Лі Гукер) — 3:10
6. «Tupelo Blues» Джеймс С. Брекен, Джон Лі Гукер) — 3:23
7. «I'm Prison Bound» (Джон Лі Гукер, Брауні Макгі) — 3:28
8. «Water Boy» (Джон Лі Гукер) — 3:00
9. «Church Bell Tone» (Джон Лі Гукер) — 3:43
10. «Bundle Up And Go» (Джон Лі Гукер) — 2:13
11. «Good Mornin', Lil' School Girl» (Джон Лі Гукер, Сонні Бой Вільямсон І) — 3:38
12. «Behind The Plow» (Джон Лі Гукер) — 4:22

## Учасники запису
- Джон Лі Гукер — вокал, гітара

Технічний персонал
- Білл Грауер — продюсер
- Кен Дердофф — дизайн (обкладинка)
- Лоуренс Н. Шустак — фотографія
- Оррін Кіпньюз — текст